# Ик (Ермекеевский район)
Ик (баш. Ыҡ) — деревня в Ермекеевском районе Республики Башкортостан Российской Федерации. Входит в состав Тарказинского сельсовета.

## География

### Географическое положение
Расстояние до:
- районного центра (Ермекеево): 53 км,
- ближайшей ж/д станции (Абдулино): 7 км.

## История
До 10 сентября 2007 года называлась Деревней разъезда Ик.

## Население
| 2002 | 2009 | 2010 |
| ---- | ---- | ---- |
| 55   | ↗62  | ↘31  |